# Thelodonti
I telodonti (Thelodonti) sono un gruppo di vertebrati fossili, presumibilmente sprovvisti di mascelle, relativamente comuni negli strati risalenti al Siluriano e al Devoniano (da 430 a 370 milioni di anni fa).

## Un esoscheletro particolare
Rispetto agli altri vertebrati sprovvisti di mascelle, i telodonti possedevano un esoscheletro completamente diverso, costituito interamente da scaglie minuscole. Queste scaglie erano cave, e superficialmente assomigliavano a quelle degli squali. I telodonti, al contrario di molti pesci senza mascelle, sono stati rinvenuti in sedimenti marini. Sembra che sopravvissero più a lungo nel Gondwana che in Euramerica; scomparvero del tutto all'incirca nel Devoniano medio. 

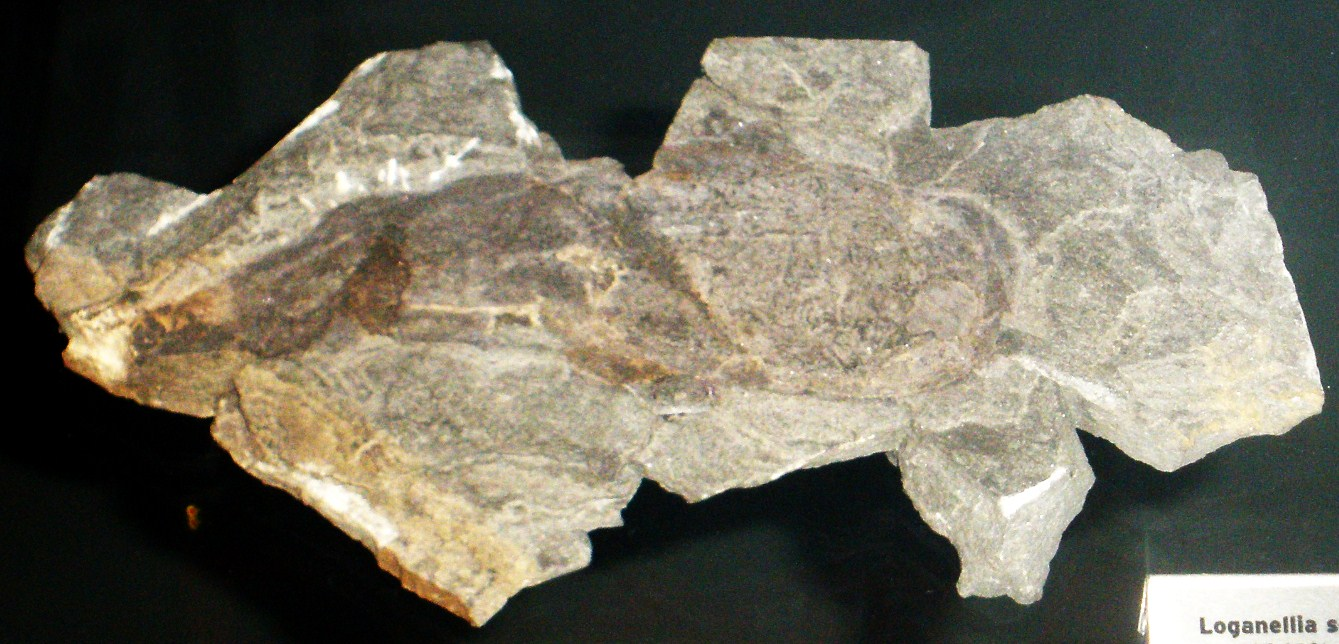
Fossile di Loganellia scotica

## Un gruppo unitario?
Vi sono due teorie riguardanti le affinità di questo strano gruppo. Alcuni studiosi li considera un clade vero e proprio, caratterizzato da scaglie con una base crescente e speciali processi per ancorarle nella pelle. Altri, invece, considerano i telodonti un gruppo parafiletico, ovvero un insieme di forme primitive imparentate con una quantità di altri gruppi di vertebrati. Alcuni telodonti, quindi, potrebbero essere affini agli pteraspidomorfi, altri agli anaspidi, ai galeaspidi, agli osteostraci o addirittura agli gnatostomi.

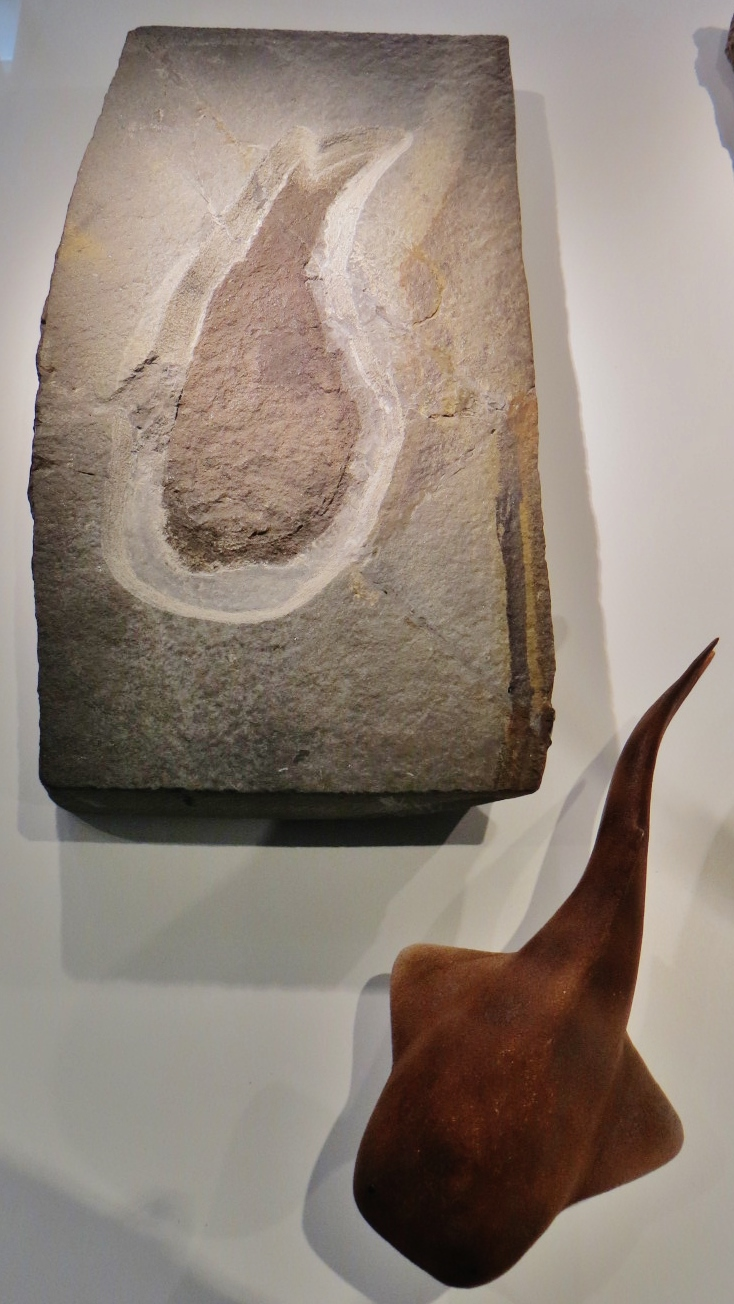
Fossile e ricostruzione di Loganellia scotica

## Teste piatte e denticoli
La morfologia generale dei telodonti è conosciuta solo per pochi generi, ma sembrerebbe essere relativamente omogenea: la maggior parte dei telodonti possiede una testa appiattita con "ali" laterali brevi, piccoli occhi e otto fessure branchiali poste ventralmente. Sono presenti una pinna dorsale, una anale e una caudale; quest'ultima è leggermente ipocerca.
Vi sono pochissime informazioni riguardanti l'anatomia interna dei telodonti, anche se alcuni mostrano distintamente impronte di organi olfattivi appaiati. Alcuni telodonti possedevano minuscoli denticoli interni che ricoprivano la faringe, e forse un grande dotto inalatore mediano, comparabile alla struttura presente nei galeaspidi. La presenza di questi denticoli è unica tra i vertebrati sprovvisti di mascelle, e richiama gli gnatostomi. Tra i generi più noti di telodonti da ricordare Thelodus, che dà il nome al gruppo, Phlebolepis, Shielia, Turinia, Loganellia e Lanarkia, quest'ultimo caratterizzato da un corpo coperto da minuscole spine allungate. 

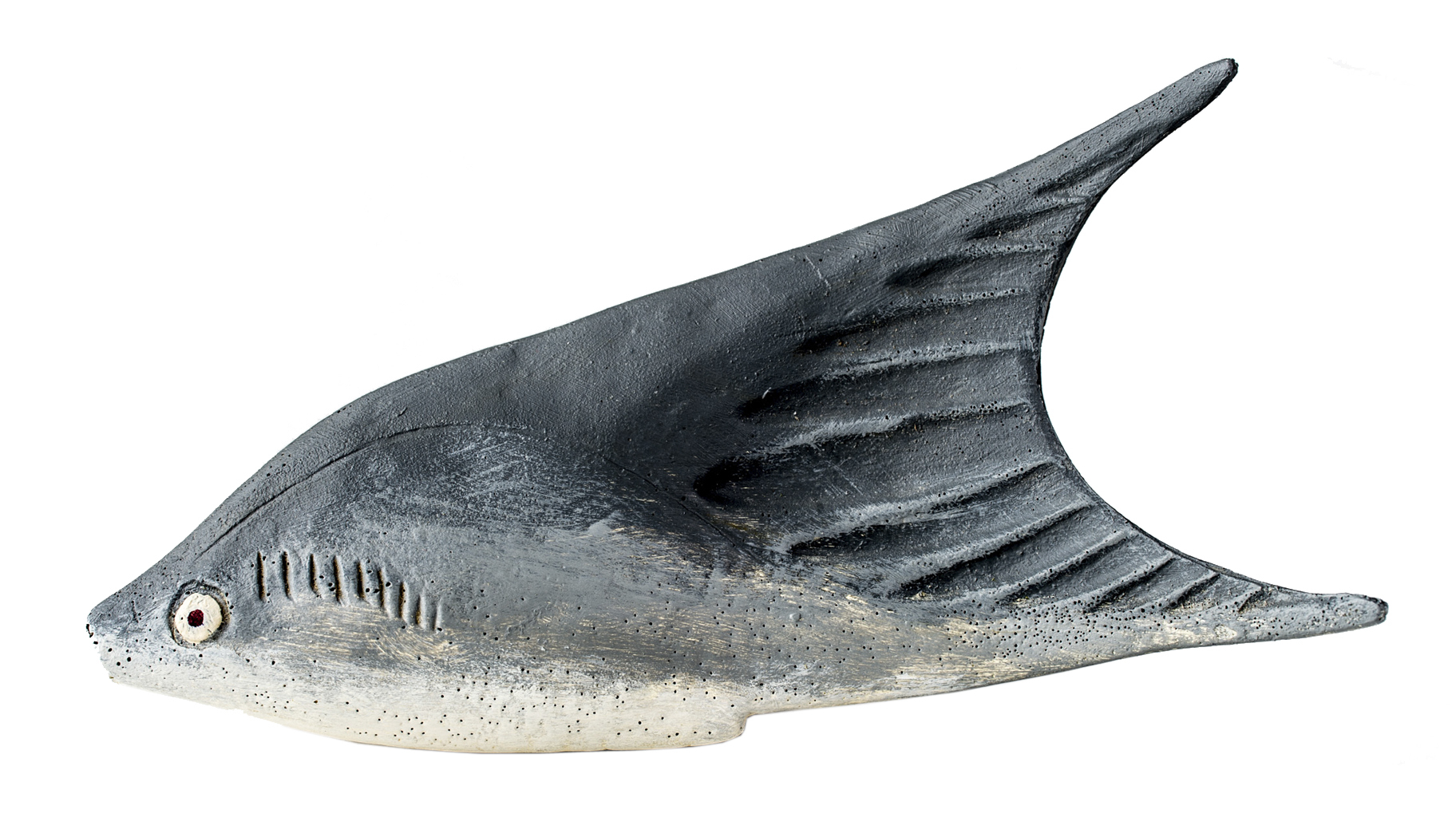
Ricostruzione di Sphenonectris turnerae, un furcacaudiforme

## Antenati dei "pesci" evoluti?
Telodonti ben conservati provenienti dal Canada mostrano impronte di un grande stomaco a forma di botte, altra caratteristica condivisa con gli gnatostomi. Questi fossili, appartenenti al piccolo gruppo dei furcacaudiformi (Furcacaudiformes), sono stati descritti per la prima volta nel 1998. La loro effettiva parentela con gli altri telodonti non è ancora del tutto chiara, e sono molti gli scienziati che preferiscono porli in un gruppo a parte, vicino all'origine degli gnatostomi. Questi possibili telodonti sembrano possedere un corpo alto, occhi grandi, fessure branchiali laterali e una grande coda biforcuta, simile a quella dei primi gnatostomi.